# Stationsstraat (Sint-Niklaas)
De Stationsstraat is een straat in de Belgische stad Sint-Niklaas. Het is de belangrijkste winkelstraat van de stad.

## Geschiedenis
De Stationsstraat werd in 1845 aangelegd om de markt met het toen pas aangelegde spoorwegstation te verbinden en is dus deel van de Stationswijk. De straat loopt van zuidwest naar noordoost tussen de Grote Markt en het Stationsplein, waar zij samen met de Prins Albertstraat en de Mercatorstraat uitkomt op één punt. Op die plek stond vroeger het station, dat zich sinds de jaren 70 meer oostelijk op het plein bevindt. De Casinostraat, de Regentiestraat, de Dr. Verdurmenstraat kruisen de straat op haar weg.
De bebouwing bestond oorspronkelijk uit grote herenhuizen met twee of drie verdiepingen. Er zijn vandaag nog altijd 19e-eeuwse gebouwen aanwezig, weliswaar alleen zichtbaar op de eerste verdieping. Het gelijkvloers is vaak ingenomen door een horecafunctie.
Begin 21e eeuw werd de Stationsstraat, door de opkomst van Waasland Shopping Center, zwaar getroffen door grote leegstand van winkelpanden. Daarom startte in 2010 het belangrijke stadsvernieuwingsproject "De heraanleg van de Stationsstraat als speerpunt van het kernwinkelgebied" als sluitstuk van de grote stadskernvernieuwing die in 2005 aanving. Na een investering van in totaal 3.800.000 Euro in onder meer de heraanleg van de straat als voetgangersgebied in 2012-2013 is de leegstand sterk teruggelopen. Terwijl deze in 2013 nog 32 procent betrof, was dit zes jaar later al gedaald naar 13 procent. De herinrichting en de (structurele) renovatie van de leegstaande handelspanden en voorgevels werden gefinancierd met subsidies van de stad zelf, de provincie Oost-Vlaanderen, het Vlaams Stedenfonds, het Vlaamse Hermesfonds, en het Europees Fonds voor Regionale Ontwikkeling (EFRO).

## Gebouwen
- In een herenhuis in de straat zijn de Salons voor Schone Kunsten gevestigd, een museum dat het stedelijk kunstpatrimonium bevat. Op het einde van het jaar wordt dit huis omgebouwd tot het Huis van de Sint, de winterresidentie van de Sinterklaas in de stad.
- Concertzaal De Casino, met het bijhorende Casinopark.